# Inter Kashi FC
El Inter Kashi FC es un equipo de fútbol de la India que juega en la I-League, la segunda división nacional.

## Historia
En mayo de 2023 la All India Football Federation el ente rector del fútbol en India, anunció que aceptaría ofertas para equipos para jugar en la I-League en la temporada 2023/24. El 29 de junio de 2023 se anunció que la franquicia del Varanasi fue obtenida por RDB Group of Companies en Calcuta aliado a los equipos europeos Club Atlético de Madrid e Inter Escaldes.
El club también anunció la creación del Atlético de Bharat Academy para desarrollar futbolistas en el estado. El español Carlos Santamarina fue seleccionado como el primer entrenador en la historia del club, teniendo a Javier Broch y Arata Izumi como asistentes. El futbolista inglés Peter Hartley fue la primera contratación del club.
El 28 de octubre de 2023 el Inter Kashi jugó su primer partido oficial, fue ante el Gokulam Kerala en la I-League. Edmund Lalrindika anotó el primer gol en la historia del club, y Mohammed Asif Khan anotó en el empate 2–2. La primera victoria del club fue un 4-2 ante el Namdhari el 6 de noviembre de 2023. El 21 de noviembre el Inter Kashi jugó de local por primera vez en la I-League ante el Mohammedan en el Ekana Football Stadium en Lucknow.